# Google Play Pass
Google Play Pass é um serviço de assinatura por meio da Play Store de jogos e aplicativos criado pela Google para dispositivos Android. Foi lançado no dia 23 de setembro de 2019 nos Estados Unidos, e no dia 7 de dezembro de 2020 no Brasil. Os assinantes podem acessar os aplicativos e jogos incluídos no serviço sem anúncios e sem precisar fazer compras durante o uso com uma assinatura mensal.
Existem mais de 650 títulos, alguns exemplos incluem: Stardew Valley, Limbo, Terraria, Monument Valley 2, Mini Metro, 2048 e AccuWeather.

Disponibilidade global do Google Play Pass